# Величківський Микола Іванович
Мико́ла Іва́нович Величківський (11 січня 1889, місто Житомир — 1 липня 1976, Ірвінгтон, США) — економіст, професор, український політичний та державний діяч, голова Української Національної Ради в Києві.

## Життєпис
Народився 11 січня 1889 (за радянським паспортом — 11 січня 1882) року в родині дяка (псаломщика), а пізніше — диякона Івана Кузьмича Величківського. Закінчив трирічну церковно-парохіяльну школу при Київській Успенській церкві на Подолі та Житомирське духовне училище. З 1905 року навчався у Волинській духовній семінарії у Житомирі. У 1909 році закінчив чотири класи духовної семінарії і поступив на економічний відділ Київського комерційного інституту.
У червні 1913 року закінчив Київський комерційний інститут зі ступенем кандидата економічних наук.
З 1913 року служив прапорщиком-артилеристом 5-ї артилерійської бригади російської армії, учасник Першої світової війни. У 1916 році закінчив тримісячну школу штабних офіцерів зв'язку у Києві. У 1917 році служив штабс-капітаном 10-го облогового дивізіону в Алтинівці Чернігівської губернії.
З вересня 1917 року працював завідувачем відділу сільськогосподарської економії Генерального секретаріату земельних справ Центральної Ради, віце-директором та директором департаменту сільськогосподарської економії Міністерства земельних справ УНР. У 1918 році, за часів гетьмана Павла Скоропадського, працював у статистичному відділі кооперативного комітету. За часів Директорії знову був директором департаменту сільськогосподарської економії Міністерства земельних справ УНР. Потім деякий час працював начальником відділу у Наркоматі земельних справ УСРР та завідував підсекцією сільськогосподарської економії Наукового сільськогосподарського комітету України. Під час денікінської окупації Києва у 1919 році входив до нелегального «Комітету народної оборони України».
Наприкінці 1919 року викладав економічну географії на курсах для сільськогосподарських артілей при Київському губернському земельному відділі. У 1920 році працював завідувачем робітничо-селянського університету ім. Т. Шевченка в Білій Церкві, викладав на Вищих трирічних педагогічних курсах у Білій Церкві. З 1924 року був директором Білоцерківської середньої торговельно-промислової професійної школи. Також з 1925 по 1927 роки викладав у педагогічному та сільськогосподарському технікумах у Білій Церкві. У червні 1927 року був два тижні під арештом у Білоцерківському ДПУ. З 1927 по 1928 рік працював у лекційному бюро в місті Києві.
З 1928 по 1929 рік — професор та завідувач кафедри сільськогосподарської кооперації і реконструкції сільського господарства Кам'янець-Подільського сільськогосподарського інституту. У жовтні 1929 року був ув'язнений у справі «Спілки визволення України» (СВУ) і до березня 1930 року перебував у в'язницях у місті Білій Церкві.
У 1930 році працював завідувачем навчальних закладів (технікумів) тресту Дніпровських електроселькомбінатів Народного комісаріату земельних справ УСРР. У 1930—1931 роках працював професором сільськогосподарської економії і статистики Житомирського інституту технічних культур. Одночасно, був професором і завідувачем кафедри статистики Луганського кооперативного інституту.
У 1932—1934 роках працював у вищих навчальних закладах Кам'янця-Подільського: завідувач кафедри статистики Кам'янець-Подільського інституту птахівництва, професор статистики в Інституті технічних культур, професор економічної статистики в Педагогічному інституті, викладач колгоспно-тракторної школи.
У 1935—1936 роках — завідувач кафедри організації птахопромислового підприємства і декан зоотехнічного факультету Розсошанського птахопромислового інституту Воронезької області РРФСР. У 1936—1937 роках — завідувач кафедри сільськогосподарської економії та організації сільськогосподарського підприємства Азово-Чорноморського сільськогосподарського інституту у місті Новочеркаську. Одночасно викладав статистику в Фінансово-економічному інституті міста Ростова-на-Дону. У 1937—1938 роках викладав бухгалтерію на факультеті особливого призначення у місті Києві.
У березні 1938 року заарештований органами НКВС. Сидів у в'язниці до березня 1939 року, коли був звільнений за рішенням Київського обласного суду. Деякий час лікувався у Києві та Житомирі, був безробітним. У серпні 1939 року знову був заарештований органами НКВС і перебував у в'язниці до лютого 1940 року. Деякий час працював у бібліотеці на Байковій горі у Києві, а до червня 1941 року був економістом у тресті будівельних матеріалів у Києві.
За гітлерівської окупації, з 1941 по 1942 рік — ректор Київського політехнічного інституту, який, проте, фактично не діяв. Одночасно працював директором Інституту економіки, статистики та географії при Українській Академії Наук у Києві.
Як позапартійна фігура став головою Української національної ради в Києві, створеної 5 жовтня 1941 року ОУН під проводом Голови ПУН полковника А.Мельника.
За своєю структурою та політичною спрямованістю УНРада нагадувала Центральну Раду часів Української Народної Республіки. Це символізувало спадкоємність державницької традиції. УНРада складалася зі 130 делегатів, які представляли всі українські землі та не була однопартійною формацією. До її складу увійшли члени різних політичних напрямів: від гетьманців до націоналістів. Керівним ядром стала президія, до якої, крім професора М.Величківського, ввійшли інженер Антон Баранівський, геолог Іван Дубина і член ПУН ОУН Осип Бойдуник
На прес-конференції разом з В. Багазієм проголосив Голову ПУН полковника А. Мельника єдиним законним головою України, а також відновлення української державності, що було негативно сприйнято німецькою владою. 6 лютого 1942 року київське гестапо заарештувало Величківського, але рейхсміністр окупованих східних територій Альфред Розенберг наказав випустити його з тюрми. З 1942 по 1943 рік працював науковим консультантом-професором навчальних курсів в Українській корпорації (Науковому інституті аграрному й організації сільського господарства) у Києві. З 1943 року нелегально перебував у Луцьку, Умані та Львові.
У квітні 1944 року Величківський очолив поновлену у Львові УНРаду. Був членом Літературно-Мистецького Клюбу у Львові.
У липні 1944 року емігрував до Кракова та Тарнова, потім переїхав до Братислави, згодом був примусово вивезений до Штрасгофа у Австрії. До квітня 1945 року працював на фарбівні у Мелендорфі (Австрія), а потім перебрався до Німеччини (Аукірх та Міттенвальде у Баварії). Від 1945 року — професор та завідувач кафедри статистики Української вищої школи економіки у Мюнхені; професор Українського техніко-господарського інституту у Мюнхені.
У 1951 році Микола Величківський разом з дружиною переїздить до США і живе з дочкою Іреною Карпенко в Нью-Джерзі. На новому поселенні він включається в активне інтелектуальне життя НТШ А та УВАН, не залишає економічні дослідження і часто робить доповіді. Українська громада з інтересом почула його доповідь «Сільськогосподарська політика на Україні в період після звільнення її від радянської окупації». На світовому конгресі української науки 1961 року в Нью-Йорку він виголосив блискучу доповідь «Радянський експеримент з аґромістами». Також він видав книгу, присвячену знищенню сільського господарства радянською владою. Крім того, редагував «Український квартальник», де друкував і власні матеріяли. Незважаючи на похилий вік, він провадив активне громадське і наукове життя задля блага далекої Вітчизни.
У повоєнний час домагався зближення поміж різними фракціями українського визвольного руху; незважаючи на те, що відносився до  ОУН під проводом Голови ПУН полковника А.Мельника , публікувався також у "бандерівських" виданнях, наприклад, в журналі "Визвольний шлях", де 1965 р. вийшли його спогади «Сумні часи німецької окупації (1941—1944 роки)».
Помер Микола Величківський у липні 1976 році.

## Вшанування пам'яті
19 лютого 2016 року «3-й Червоноармійський провулок» в місті Житомирі згідно з розпорядженням Житомирського міського голови був перейменований на провулок Миколи Величківського. Відповідно до українського законодавства може бути зарахований до борців за незалежність України у ХХ сторіччі.